# Blake Dang
Blake Dang ist ein US-amerikanischer Theater- und Filmschauspieler.

## Leben
Dang belegte mehrere Schauspielkurse und sammelte über das Theater erste Schauspielerfahrungen. Er hat außerdem einen schwarzen Gürtel in Karate. Er debütierte 2011 als Filmschauspieler in einer Nebenrolle in The Mischievous Adventures of Brody Hayes. Es folgten mehrere Besetzungen in Episodenrollen und Kurzfilme. 2019 hatte er eine größere Rolle im Katastrophenfilm Arctic Apocalypse. Im selben Jahr stellte er in insgesamt fünf Episoden die Rolle des Ethan in der Fernsehserie Timeline dar.

## Filmografie (Auswahl)
- 2011: The Mischievous Adventures of Brody Hayes
- 2014: Son of Somerset Files (Fernsehserie, Episode 1x06)
- 2015: Killer Couples: Mörderische Paare (Snapped: Killer Couples) (Fernsehserie, Episode 5x07)
- 2016: Breaking Free (Kurzfilm)
- 2016: Snapped (Fernsehserie, Episode 18x06)
- 2016: My B.F.F.
- 2017: Good Behavior (Fernsehserie, Episode 2x02)
- 2018: People Magazine: Investigativ (Fernsehserie, Episode 2x09)
- 2019: Arctic Apocalypse
- 2019: Timeline (Fernsehserie, 5 Episoden)
- 2020: Tödliche Stille (Dead Silent) (Fernsehserie, Episode 4x08)
- 2021: It’s Always Sunny in Philadelphia (Fernsehserie, Episode 15x03)

## Theater
- The Boys Next Door (Troupe 4590)
- !Artistic Impiration (Troupe 4590)
- The Happy Journey (Acting Up! Theatre)
- Death by Chocolate (Acting Up! Theatre)
- Locker Next 2 Mine (World Premiere) (Troupe 4590)